# Мурманское шоссе (Североморск)
Мурманское шоссе (до 1952 — улица Губа Варламова) — шоссе в южной части города Североморска в Мурманской области России. Является городским продолжением подъезда к Североморску от трассы Р21 «Кола».
Мурманское шоссе начинается с перекрёстка улиц Гвардейской, Пикуля и Паркового проезда — там, где долгое время находился пост ГАИ/ВАИ и находится памятник авиаторам-североморцам. Направление улицы с востока на запад. С севера примыкают улицы Колышкина, Комсомольская и Заводская, с юга — Речная улица. Длина улицы около 1,7 км.

## История
В 1934 году для прокладки шоссе между Мурманском и Ваенгой (бывшее название Североморска) стали приезжать геодезисты. В 1940 году дорога была открыта, но окончательное строительство было завершено в военный 1942 год. Покрытие дороги из Мурманска было булыжниковое. В 1948 году открыто маршрутное автобусное сообщение по шоссе между Ваенгой и центром области. Пассажиров перевозил шестнадцатиместный автобус ГАЗ-АА мурманской автоколонны № 1118.
Улица носила название Губа Варламова. 16 июля 1952 года решением Североморского горисполкома переименована в Мурманское шоссе.
После визита в город в 1962 году первого секретаря ЦК КПСС Никиты Хрущёва покрытие улицы заменили на асфальтовое.

## Застройка

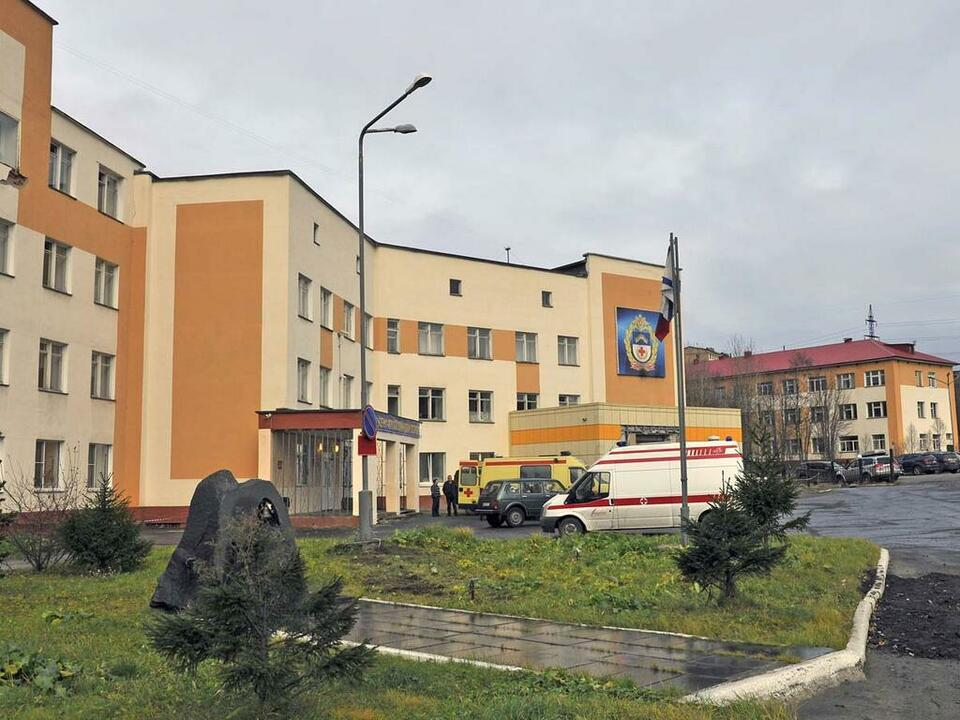
Североморский госпиталь на Мурманском шоссе. На переднем плане памятный знак погибшим врачам

Застройка улицы преимущественно нежилая (промзона). Северная нечётная часть улицы занята Военно-морским клиническим госпиталем Северного флота (дом 1, основной (терапевтический) корпус построен в 1960-е, в 1980 году сдан хирургический корпус), Североморским автотранспортным предприятием (дом 5А, первоначально Автоотряд № 6 — филиал Автоколонны № 1118, с 1990 года самостоятельное предприятие) и предприятиями пищевой промышленности: Североморский молочный завод (дом 3А, открыт в 1973 году), Североморский хлебозавод (дом 5, открыт в 1958 году) и Североморский колбасный завод (дом 7, открыт в 1960 году). Южная чётная сторона улицы занята военной автомобильной инспекцией, войсковыми складами и частями.
20 февраля 2002 года на Мурманском шоссе у здания госпиталя открыт памятный знак в честь врачей, погибших при исполнении своих обязанностей.

## Транспорт
На улице 3 автобусные остановки («Госпиталь», «Хлебозавод» и «Заводская улица») маршрутов № 101 (Морвокзал — Сафоново-1) и № 105 (Морвокзал — Автовокзал Мурманск).